# Filip Stevanović
Filip Stevanović (Servisch: Филип Стевановић) (Užice, 25 september 2002) is een Servische voetballer die doorgaans als linksbuiten speelt. Hij stroomde in 2018 door vanuit de jeugd van FK Partizan. Op 31 oktober 2020 tekende Stevanovic een contract bij de Engelse grootmacht Manchester City. Tijdens de contractbesprekingen werd afgesproken dat Stevanovic in januari 2021 zal aansluiten bij de Engelse premier league club.

## Carrière
Stevanović stroomde door vanuit de jeugd van FK Partizan. Hij debuteerde op 9 december 2018 in het eerste elftal, in een met 0–3 gewonnen wedstrijd in de Superliga uit bij FK Rad. Coach Zoran Mirković bracht hem toen in de 82e minuut in het veld als vervanger voor Đorđe Ivanović. Stevanović speelde zich in het begin van het seizoen 2019/20 in de basis. Hij maakte op 1 augustus 2019 voor het eerst in zijn profcarrière een doelpunt. Hij zette Partizan die dag op 3–0 in een met diezelfde cijfers gewonnen wedstrijd in de voorronden van de Europa League thuis tegen Connah's Quay Nomads. Stevanović maakte drie dagen later ook zijn eerste goal in de nationale competitie, het openingsdoelpunt in een met 4–0 gewonnen wedstrijd thuis tegen FK Mačva Šabac.

## Clubstatistieken
| Seizoen     | Club             | Competitie      | Competitie | Competitie | Beker | Beker | Internationaal | Internationaal | Totaal | Totaal |
| Seizoen     | Club             | Competitie      | Wed.       | Dlp.       | Wed.  | Dlp.  | Wed.           | Dlp.           | Wed.   | Dlp.   |
| ----------- | ---------------- | --------------- | ---------- | ---------- | ----- | ----- | -------------- | -------------- | ------ | ------ |
| 2018/19     | FK Partizan      | Superliga       | 4          | 0          | 0     | 0     | 0              | 0              | 4      | 0      |
| 2019/20     | FK Partizan      | Superliga       | 25         | 7          | 3     | 1     | 7              | 1              | 35     | 9      |
| 2020/21     | FK Partizan      | Superliga       | 27         | 4          | 3     | 0     | 3              | 0              | 33     | 4      |
| 2021/22     | Manchester City  | Premier League  | 0          | 0          | 0     | 0     | 0              | 0              | 0      | 0      |
| 2021/22     | → sc Heerenveen  | Eredivisie      | 20         | 1          | 3     | 1     | 0              | 0              | 23     | 2      |
| 2022/23     | → CD Santa Clara | Primeira Liga   | 7          | 0          | 2     | 0     | 0              | 0              | 9      | 0      |
| 2023/24     | → RKC Waalwijk   | Eredivisie      | 16         | 2          | 1     | 0     | 0              | 0              | 2      | 1      |
| 2024/25     | Lommel SK        | Eerste klasse B | 2          | 0          | 0     | 0     | 0              | 0              | 2      | 0      |
| Club totaal | Club totaal      | Club totaal     | 101        | 13         | 12    | 2     | 10             | 1              | 123    | 16     |

Bijgewerkt t/m 19 oktober 2024.

## Interlandcarrière
Stevanović maakte deel uit van verschillende Servische nationale jeugdelftallen.
2 Hall ·
3 De Wijs ·
4 Kersten ·
5 Bochniewicz ·
6 Condé ·
7 Nunnely ·
8 Brouwers  ·
10 Sebaoui ·
11 Köhlert ·
13 Van der Hart ·
14 Smans ·
15 Ali ·
16 Linday ·
17 Hopland ·
18 Nicolaescu ·
20 Trenskow ·
21 Van Ee ·
22 Klaverboer ·
22 Van Keimpema ·
23 Bekkema ·
24 Luković ·
26 Rallis ·
27 Milovanović ·
28 Petrov ·
30 Jahanbakhsh ·
31 Jansen ·
32 Witteveen ·
32 Bouw ·
34 Woudstra ·
35 Oostra ·
39 Ahmed ·
44 Noppert ·
45 Braude ·
50 Gürbüz ·
Coach: Veldman
· Assistent-coach: Van den Berg
· Assistent-coach: Boufarra
· Assistent-coach: Brugge
· Keeperstrainer: Bekkema